# 원자로

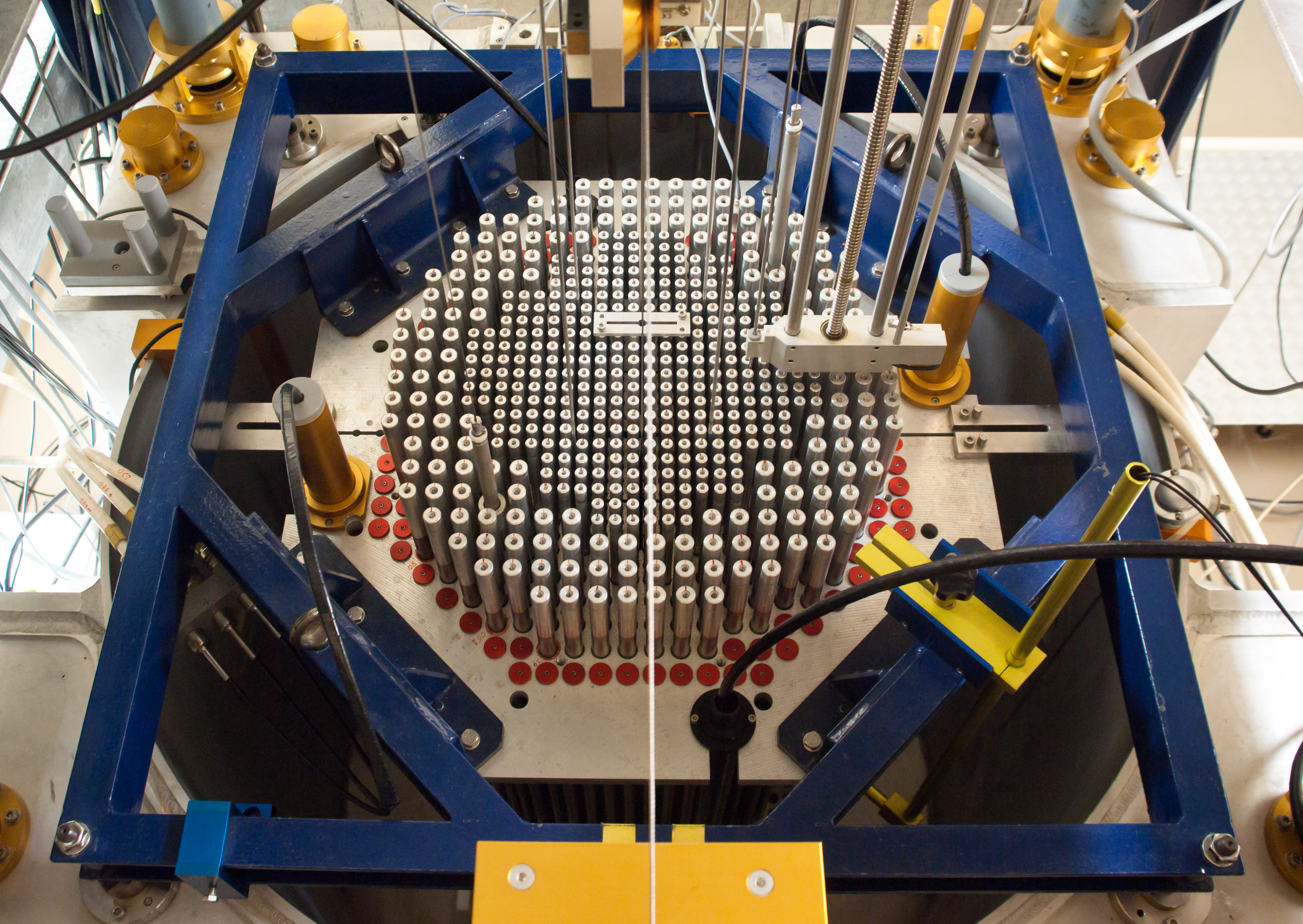
스위스의 로잔공과대학의 소형 연구로인 CROCUS의 노심

원자로(原子爐) 또는 핵 반응로(核反應爐, 영어: nuclear reactor)는 핵분열 시 발생하는 열을 전력 생산에 이용하거나, 중성자와 방사선 같은 물질의 기본 입자들을 얻어 과학적인 연구와 기술개발에 활용하기 위하여 만든 장치로, 핵분열을 지속적으로 유지하고 제어할 수 있다.
원자로는 대부분 전기 에너지를 만드는 데 사용되고, 잠수함, 항공모함 등 군용 선박을 위한 동력으로 사용하기도 한다. 원자로를 통해 전기 에너지를 만들기 위해서는, 주로 원자로에서 생성된 열로 증기 터빈을 돌리는 방법이 사용되며, 원자로를 통해 전기를 만들지 않고, 효율을 높이기 위해 만들어진 증기를 바로 공업에 사용하거나 지역 난방에 사용하기도 한다. 또한 몇몇 원자로들은 의료, 혹은 공업적 목적을 위해 동위원소를 생산하기도 하며, 원자로에서 만들어진 플루토늄으로 무기를 만들기도 한다. 연구목적으로만 사용하는 원자로도 있으며, 전 세계적으로 30개국 450개의 원자력 발전소가 전기를 생산하기 위하여 사용된다.

## 작동 과정
일반적인 화력 발전소가 가스나, 석탄, 혹은 석유를 통해 만들어진 열로 전기를 생산하는 것처럼, 원자력 발전소 또한 원자로에서 핵분열을 통해 생산된 열로 전기를 생산한다.

### 핵분열

핵분열의 과정을 그림을 통해 나타낸 것

원자핵(보통 우라늄 235나, 플루토늄 239같은 높은 원자번호의 물질)이 중성자를 흡수하면, 원자핵은 두가지 이상의 원자번호가 낮은 물질로 붕괴하며, 동시에 자기 에너지, 감마선, 중성자를 발생시키는 반응을 보인다. 이를 핵분열이라고 한다. 핵분열이 발생하면, 발생하기 이전보다 많은 수의 중성자가 만들어지고, 이 중성자들은 다른 핵분열의 방아쇠가 되는데, 이렇게 핵분열이 연쇄적으로 일어나는 현상을 연쇄 반응이라고 한다.
연쇄 반응은 시간이 지남에 따라 반응의 수가 급격하게 증가하며, 핵폭발을 발생시키게 된다. 이러한 연쇄 반응을 조절하기 위해 중성자 중독 혹은 중성자 감속재를 사용한다. 만일 위험한 상황이 발견된 경우, 원자로들은 자동적이거나 수동적인 시스템으로 핵분열을 중단시킬 수 있다.
중성자 감속재로는 주로 경수(74.8%의 원자로들이 채택), 고체 흑연(20%의 원자로들), 중수(5%의 원자로들)등이 사용된다. 몇몇의 연구중인 원자로들은 베릴륨, 탄화 수소들을 중성자 감속재로 사용하며, 또한 이외의 다른 가능성들을 실험중이다.
대부분의 원자로에서는 천연 우라늄(99.2745%는 우라늄 238, 0.72%는 우라늄 235, 0.0055%는 우라늄 234)보다 우라늄 235를 좀 더 농축한 농축 우라늄(2~4%)을 연료로 쓴다.

### 열생산
원자로는 다음의 방법을 통해 열을 발생시킨다.
- 핵분열로 발생한 자기 에너지가 근처의 원자와 핵충돌할시 열을 발생시킨다.
- 원자로는 핵분열로 발생한 감마선을 에너지로 변환시킨다.
- 핵분열로 발생한 방사선 붕괴, 또는 중성자 포획으로 인한 방사선 붕괴는 열을 발생시키며, 심지어 원자로의 가동을 중단시킨 이후에도 조금동안은 열을 발생시킨다.

또한 킬로그램의 우라늄 235(킬로그램당 7.2 × 10^13 줄)는 같은 무게의 석탄(2.4 × 10^7 줄)보다 300만배 높은 에너지를 발생시킨다.

### 냉각
원자로 냉각재로는 주로 물을 사용하지만, 가스 혹은 액체 금속(액체 나트륨) 혹은 소금(용융 염)을 사용하기도 한다.

## 구성 요소

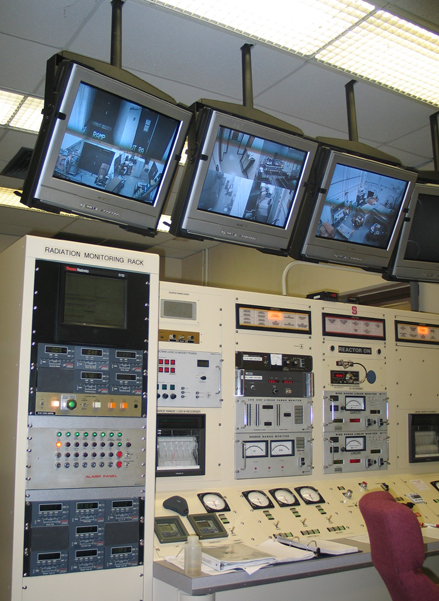
북 캐롤라이나 주립대학교의 Pulstar 원자로의 제어실

원자로는 핵분열을 일으키는 핵연료와, 핵분열 과정을 서서히 진행시키고 원자로를 제어하는 데 필요한 감속재, 제어봉, 가연성 독물, 중성자원, 핵분열 과정의 열을 식히는 냉각재, 그리고 그 외의 구조체로 구성되어 있다. 핵연료는 대개 우라늄을 사용하며, 우라늄 중에는 질량수가 서로 다른 여러 동위원소들이 있는데, 그 중에도 핵분열이 가장 쉽게 일어나는 우라늄-235가 많이 사용된다.
원자폭탄은 극히 짧은 시간에 수많은 핵분열이 동시 다발적으로 일어나지만, 원자로에서는 핵분열이 서서히 일어나도록 제어해야 하고, 상당한 기간 동안 유지되어야 한다. 따라서 원자로에는 핵분열을 일으키는 핵연료와 오랜 시간 동안 핵분열이 효율적으로 지속되도록 하는 장치들이 필요하다. 또한 이러한 핵분열을 제어하는 장치들과 핵분열에서 생긴 열을 흡수하여 수증기를 생산하고, 그 수증기를 터빈으로 전달할 수 있는 매체도 필요하다.
핵분열을 상당기간 동안 지속하려면 핵연료를 핵분열 유지에 필요한 임계량보다 더 넣어야 하는데, 이때 초과되는 양을 제어하고, 원자로의 출력을 조절, 비상 시 원자로를 정지하기 위한 장치로, 제어봉과 가연성 독봉(burnable poison rod), 가연성 독물질(냉각수에 섞어서 사용) 등이 있다. 또한 핵분열 시 발생하는 열을 흡수하여 수증기를 만들어 터빈으로 전달하는 매체를 '냉각재'라고 하는데, 경수로에서는 주로 물을 사용하며, 고온가스로에서는 헬륨을, 용융염 원자로에서는 용융염(molten salt)을, 고속로에서는 액체금속 상태의 나트륨을 사용한다.
- 노심
- 핵연료
- 중성자 감속재
- 냉각수
- 제어봉
- 원자로 압력용기
- 비상노심냉각장치(ECCS)
- 원자로 보호 시스템
- 증기 발생기 (비등수형 원자로에는 없다)
- 원자로 격납 건물
- 보일러 급수 펌프
- 증기 터빈
- 발전기
- 복수기

## 원자로 종류
원자로의 종류로는 사용하는 냉각재와 감속재에 따라 가압경수로, 가압중수로, 비등수형 원자로, 흑연로 등이 있으며, 연쇄반응에 작용하는 중성자에 따라 열중성자로와 고속중성자로 등이 있다. 또한 사용 목적에 따라 전력생산을 목적으로 하는 원자력발전로, 잠수함이나 항공모함의 동력으로 이용되는 원자력동력로, 연구‧시험‧개발‧교육 목적의 연구시험로 등이 있다.
세계 최초의 원자로는 1942년 시카고대학교 운동장 한쪽에 이탈리아계 미국인 물리학자 엔리코 페르미가 설치한 시카고 파일 1호(Chicago pile)이다. 시카고 파일은 가장원시적인 원자로로, 직육면체 흑연덩어리 속에 원통형 구멍을 파고 우라늄봉들을 넣은 형태로 제작되었다. 페르미는 이 실험용 원자로를 이용해 세계 최초의 핵분열의 연쇄반응을 일으키고, 이를 관찰하였다.

### 핵반응에 대한 분류
1. 핵분열을 통한 원자로
핵분열을 통한 대부분의 원자로, 특히 모든 상업용 원자로들은 핵분열에 기초하고 있다. 핵분열 원자로는 대부분 우라늄을 연료로 쓰지만, 몇몇 실험용 원자로에서는 토륨을 사용하기도 한다. 핵분열을 사용하는 원자로는 2가지 분류로 나눌 수 있으며, 이 분류는 연쇄반응에 사용되는 중성자의 에너지에 대해서 구분한다.
- 열 중성자 반응로

열 중성자 반응로는 느리거나 혹은 에너지가 적은 열 중성자를 사용한다. 대부분의 원자력 발전소들은 이 유형을 사용하고 있다. 여기에는 중성자의 운동에너지를 상쇄시켜 열 중성자로 만드는 여러 중성자 감속재가 사용된다. 열 중성자는 우라늄 235와 잘 분열하며, 반대로 에너지가 높은 중성자는 우라늄 238과 잘 분열한다. 감속재와 동시에, 열 중성자 반응로는 분열가능한 연료, 격납 건물, 압력용기, 차폐물, 그리고 원자로의 상태를 감시하고 제어할 수 있는 기계가 필요하다.
- 고속 중성자 반응로

고속 중성자 반응로는 열 중성자 반응로와 다르게, 에너지가 높은 빠른 중성자를 사용한다. 그래서 이 반응로에는 중성자의 에너지를 떨어뜨릴 감속재가 불필요하다. 고속 중성자 반응로는 열 중성자보다 우라늄 235에 대한 반응 효율이 낮기 때문에, 농축 우라늄(그리고/혹은 플루토늄 239를 농축하기도 한다)을 필요로 한다. 일반적으로 고속 반응로는 폐기물이 낮고, 그리고 대부분 반감기가 낮은 폐기물을 생성한다. 그러나 고속 반응로를 건설하고 운영하는 데 열 중성자 반응로보다 더 많은 비용이 소모된다. 전체적으로, 고속 반응로는 열 중성자 반응로하고 많은 면이 같지 않다. 고속 반응로의 표준확립은 지금도 계속 진행 중이다.
2. 핵융합을 통한 원자로
핵융합은 아직까지 실험 중인 기술이며, 수소를 연료로 한다. 아직은 발전용도에 쓰기엔 부족하고, Farnsworth-Hirsch fusor은 중성자 선을 만드는 데 사용하고 있다.
3. 방사성 붕괴를 통한 원자로
방사성 붕괴. 여기에는 원자력 전지와, 방사성동위원소 열전기 발전기(radioisotope thermoelectric generator, RTG)가 여기에 포함된다. 이것들은 방사성 동위원소가 붕괴되면서 나오는 열을 사용하는 것으로, 미래에 에너지를 생산할 가장 좋은 방법으로 여겨지고 있다.

### 감속재에 대한 분류
이 분류는 열 중성자 반응로에 해당한다.
1. 흑연을 감속재로 사용하는 원자로
- 흑연감속 반응로

2. 물을 중성자 감속재로 사용하는 반응로
물을 원자로의 감속재로 사용하면 경수로, 중수를 감속재로 사용하면 중수로라고 한다. 경수로는 냉각재의 사용 방법에 따라 다시 2가지 형으로 나뉜다. 하나는 '비등수형'으로, 노심에서 비등하고 있는 물의 수증기를 그대로 발전용 터빈으로 보내는 유형이고, 다른 하나는 '가압수형'으로 노심의 물에 높은 압력을 가하여 비등을 방지한 고온수를 증기 발생기로 보낸 다음, 제2차 냉각수를 비등시켜 증기를 만들어 터빈을 돌리는 유형이다. 중수를 감속재로 사용하는 원자로는 경수로보다 중성자를 더 많이 감속시킬 수 있다. 경수형 원자로에서는 핵연료 집합체를 수직으로 세운 상태로 운전하며 냉각재가 핵연료봉 주위를 노심 아래에서 위쪽으로 흐르도록 되어 있으며, 가압중수로에서는 수평의 원통형 원자로(calandria)가 쓰이는데, 내부에 수평으로 설치된 압력관(pressure tube) 안쪽으로 냉각재 겸 감속재인 중수가 흐르도록 되어 있다. 핵연료집합체는 원자로에서 소모되는 동안 연료인 우라늄-235가 계속 줄어들므로, 주기적으로 새 연료봉으로 교체해 주어야 하는데, 우리나라는 경수로에 대해 11~17개월 정도 출력운전 후 1개월 정도 원자로 운전을 정지하고 연료봉을 교체하며, 중수로에 대해서는 전기 생산을 위한 운전을 멈추지 않고 연료봉을 교체한다.
2017년 기준으로, 전세계에서 가동중인 발전용 원자로의 80%가 경수로인데, 그중에서 약 70%가 가압수형이고, 약 30%가 비등수형에 속한다.
- 중수감속 원자로
- 경수감속 원자로

3. 경원소를 감속재로 쓰는 원자로
이들 원자로는 리튬이나 베릴륨을 감속재로 사용한다.
- 용융염 원자로, 리튬이나 베릴륨같은 가벼운 원소를 사용한다. 이 원자로는 냉각/연료 계통의 용윰염을 LiF와 BeF2로 구성되어 있다.
- 액화 금속 냉각 반응로, BeO가 감속재로 쓰이고 있다.

### 냉각재에 따른 분류
1. 물로 냉각하는 원자로
- 가압수형 원자로, 일반적인 발전소와 해군쪽에서 가장 많이 쓰이는 방식이다. 가압수형 원자로는 원자로와 증기발생기 사이에서 흐르는 고온고압의 1차 계통과, 증기발생기에서 터빈으로 흐르는 2차 계통으로 구분되어 있다.
- 비등수형 원자로, 일반 화력발전소하고 같은 방식으로 원자로에서 흐르는 냉각수가 원자로 내부에서 끓어, 터빈을 돌리는 방식이다.
- 초임계압 경수 냉각로, 비등수형 원자로와 디자인이 비슷하나, 노심에 흐르는 냉각수와 감속재가 초임계유체라는 점이 특징이다.

2. 가스를 통해 냉각하는 원자로
- 가스 냉각 원자로는 비활성 가스를 냉각재로 쓰는 것으로, 보통 헬륨, 질소 그리고 이산화탄소를 사용한다. 몇몇 원자로에서는 가스가 충분히 뜨거워, 가스 터빈을 직접적으로 돌리고 있다. 예전의 가스 냉각형 원자로에서는 가스가 열 교환기를 거쳐, 증기 터빈을 돌리도록 되어 있었다.

3. 기타
- 용융염 원자로는 용융염을 가지고 냉각시키는데, 대표적으로 LiF와 BeF2같은 같이 녹는 불화염을 사용한다. 보통의 MSR의 냉각재는 녹지 않는 용융염과 같이 사용된다.
- 액화 금속 냉각 원자로. 물이 감속재로 쓰여온 이후, 물은 고속 반응로에서 쓸 수 없게 되었다. 발전소에서 사용되는 고속 반응로들은 냉각재로 액화 금속을 채용하고 있다. 그렇지만 연구는 계속 가스 냉각 원자로 쪽에 지속되고 있다.

### 세대순에 대한 분류
원자로의 설계 유형은 제1세대(Gen I), 제2세대(Gen II), 제3세대(Gen III), 제3+세대(Gen III+), 제4세대(Gen IV)와 같이 ‘세대’로 구분한다. 세대 구분 기준은 비용효과, 안전성, 핵보안과 핵비확산, 그리드 적절성, 상용화 로드맵, 핵주기와 같은 6개의 주요 속성에 따른다. 1940년대 말 미국과 구소련의 원자력 잠수함에 이용되던 원자로 설계기술을 개량하여 원자력발전 시스템에 적용한 제1세대부터 현재의 제3세대/제3+세대 원자로가 개발되어 전 세계적으로 운영되고 있다.
- 1세대 원자로: 제1세대는 1950~60년대에 원자력을 평화적 목적으로 이용하기 위해 처음 개발한 원자로들이다. 초창기 원자로인 미국의 쉬핑포트 원자로와 영국의 마그녹스 원자로가 해당된다. 이후 원자로 기술의 발전에 따라 원자로의 세대를 구분하기 시작했다.
- 2세대 원자로: 제2세대는 1960년대부터 상업용 발전로가 본격적으로 건설되면서 운영되던 원자로들이다. 현재 전 세계 원자력 발전소에서 가장 많이 운영되고 있는 원자로들이며, 우리나라의 고리 1·2호기 원전과 월성 원전이 이에 해당한다.
- 3세대 원자로: 제3세대는 1979년 스리마일섬(TMI) 원전사고 이후 원전의 안전에 관심이 높아지며 안전성과 경제성을 향상시킨 개량표준형 원자로들이다. 1980년대부터 개발되어 1990년대부터 본격적으로 건설·운영되었다. 한국표준형원전인 APR1000(Advanced Power Reactor 1000, 1000MW의 발전용량을 의미), 미국의 AP600, 월성 1호기 같은 캔두 6형 원전 등을 들 수 있다. 안전성과 경제성 개념을 더욱 강화한 것이 제3+세대 원자로이며, 유럽의 EPR, 미국의 AP1000, 우리나라의 APR1400, APR+, 일체형 원자로인 스마트가 이에 해당된다.
- 4세대 원자로: 향후 원자력에너지를 담당할 미래혁신 원자로인 제4세대 원자로를 개발하기 위한 연구가 각국에서 진행되고 있는데, 소듐냉각고속로, 초고온가스로, 가스냉각고속로, 납냉각고속로, 초임계수냉각로, 용융염원자로 등이 해당된다.

### 사용에 따른 분류
원자로는 기본적으로 핵분열에서 나오는 열에너지나 방사선을 이용하는 것으로, 전기 생산에 주로 이용되고 있으며, 연구, 개발, 교육, 의료, 산업, 국방, 우주개발 등의 분야에서 중요하게 활용되고 있다.
1. 전기생산
- 발전로 : 발전용 원자로의 가장 큰 특징은 출력이 크다는 점이다. 열출력은 40만kW에서 100만kW 정도로 연구용 원자로에 비해 훨씬 대출력이다. 전력 생산을 위한 원자로의 유형은 핵반응에 주로 기여하는 중성자의 에너지, 감속재의 종류, 냉각재의 종류 등에 따라 분류되는데, 그 중에서도 냉각재(물)의 종류에 따라 분류하는 것이 가장 일반적이다. 여기에는 가압경수로, 비등경수로, 가압중수로, 기체냉각로 등 크게 4가지 유형이 있다. 또한 흑연로(Graphite reactor), 용융염원자로(Molten Salt Reactor), 초임계수원자로(Super-Critical Water Reactor), 핵융합로(Nuclear Fusion Reactor) 등이 연구 중에 있다.

2. 추진 동력원
- 원자력 선박 추진: 원자력 동력로는 잠수함, 항공모함, 쇄빙선 등에 활용되어, 기존 화석연료를 쓰는 동력기관에 비해 훨씬 장기간의 고효율 출력으로 운전이 가능하게 해준다.
- 원자력을 사용한 로켓 추진: 우주개발의 경우, 특히 2년 이상의 장기 비행이 요구되는 장거리 행성탐사용 우주선의 동력원인 플루토늄(Pu-238)의 생산에 활용된다.

3. 기타
- 해수의 탈염(해수담수화 공장)
- 가정이나 기업체에 필요한 열을 공급
- 수소 경제에 필요한 수소 생산

4. 핵변환 물질을 만들어내는 원자로
- 증식로. 고속 증식로는 농축 우라늄에 의한 연쇄반응과 함께, U-238을 Pu-239로 변환한것을 다시 연쇄반응에 사용하는 원자로이다. 고속증식로가 가동하게 되면, 더 많은 연료가 생성되고, 천연 우라늄이나, 심지어 U-235가 없는 우라늄을 연료로 사용할 수 있게 된다.[1]
- 연기 감지기에 사용되는 아메리슘이나, 의료용 목적으로 사용되는 Co-60, Mo-99같은 방사성 동위원소를 만들어낸다.
- 핵무기에 쓰이는 무기급 플루토늄을 만들어낸다.

5. 에너지선을 생산
- 중성자 방사화학 분석이나, 칼륨-아르곤 연대측정에 필요한 중성자선과 양전자선의 선원을 공급해 준다.

6. 연구용 원자로
- 새로운 원자로를 개발하려면 먼저 노심에서 사용될 재료의 특성이나 노심의 특성을 파악하는 것이 중요하다. 또한 기존의 원자로에 대해서도 새로운 재료나 새로운 개념의 노심을 적용하기 전에 먼저 시험(in-pile irradiation test)이 필요한데, 이러한 목적에 활용하려고 개발된 원자로가 연구·개발 원자로이다. 원자로에서 발생하는 중성자들 중에서 특별한 에너지대의 중성자를 이용할 경우 기존 전자현미경에서는 분석하기 힘든 물질[(콜로이드, 중합체에 함유된 가벼운 원소 측정, 동위원소 표식(labelling), 강산란(strong scattering) 등)을 관찰하거나 물질의 구조를 연구·관찰할 수 있다(Small-Angle Neutron Scattering: SANS 등). 또한 시료에 중성자를 조사하면 기존 화학분석법으로는 불가능했던, 시료의 손상 없이 서로 다른 핵종물질들의 함량을 탐지해낼 수 있는데, 이러한 방법은 특히 고미술품이나 고대유물의 연대측정 및 고가 예술품 분석에 유용하다(neutron activation analysis). 이것들은 일반적으로 선박에 사용되는 원자로보다 출력이 낮으며, 많은 대학교 교정이나 연구소에 설치되어 있다. 연구용 원자로는 56개 나라, 280개가 현재 운영되고 있다.[2]
- 새로운 원자로 개발의 마지막 단계에서는 개발할 원자로의 축소형이나 실제 크기의 원자로를 만들어 운전하며 실제 성능을 확인해야 하는데, 특히, 원자로가 사용될 것으로 예상되는 환경 중 최악의 조건에서도 문제 없이 가동되는지 성능의 한계를 시험해야 한다. 핵융합 연구용 원자로와 현재 개발 중인 국제핵융합실험로(ITER, International Thermonuclear Experimental Reactor) 등의 토카막(Tokamak)형 원자로가 이러한 원자로의 일종이라고 할 수 있다.
- 원자로는 운전원의 실전 훈련용이나 원자로에 대한 기초원리를 습득해야 하는 학생들을 위한 실험 및 교육용으로도 활용된다.

7. 의료 및 산업 분야
- 의료 및 산업 분야에서는 원자로를 이용해 기존 화학적 방법으로 생산하기 어려운 진단 및 치료용 방사성동위원소(I-131, 핵분열 몰리브덴(fission moly), In-111, C-11, C-14, Cr-51, F-18, Ga-67, Se-75 등)와 Co-60(방사선치료, 의료기기소독, 식품멸균), I-129(지하수 추적자), Pu-238(탐사에 2년 이상이 소요되는 우주선의 에너지원), Am-241(가정용 연기탐지기용에 사용), Cf-253(중성자원에 사용) 등의 산업적 용도의 동위원소의 생산도 가능하다.

### 현대 원자로의 종류
이 원자로들은 분열 물질의 임계값 이상의 연쇄 반응을 조절하여 열을 만들어낸다. 여기에는 임계분열 원자로의 하위유형이 여러 가지 있으며, 이건 또 1세대, 2세대, 3세대로 나눌 수 있다. 모든 가압수형 원자로의 현대의 표준 원자로 디자인과 비교된다.
A. 가압수형 원자로
이 원자로는 냉각재와 감속재를 고압의 (심지어 초고온이기도 한) 물을 사용한다. 가압수형 원자로는 현재 대부분의 원자로를 차지하고 있으며, 비록, 스리마일섬 원자력 발전소의 원자로(1979년도 스리마일섬 원자력 발전소의 노심이 용융하는 사고가 발생하였다)가 저 노형이긴 하지만, 일반적으로 안전하면서도 신뢰성이 높게 간주하고 있다. 가압수형 원자로는 열 중성자 반응로 디자인을 따르고 있으며, 새롭게 개발중인 개량 가압수형 원자로와 유럽형 가압수형 원자로 그리고 미국 해군에서 사용하는 원자로는 모두 이 형식에 들어간다.
B. 비등수형 원자로
이 원자로는 물을 냉각재와 감속재로 사용하지만, 가압수형 원자로처럼 압력을 가하지 않는다. 물은 원자로 안에서 끓게 되어, 그 증기는 바로 터빈을 돌리므로 열효율이 다른 원자로보다 높으면서, 구조도 간단하며, 심지어 잠재적으로 안정적이기까지 하다. 이 원자로는 현대에 지어진 원자로중에서 많은 비중을 차지한다. 이 원자로도 또한 가압수형 원자로와 같이 열 중성자 반응로 디자인을 따르고 있으며, 새롭게 개량 비등수형 원자로가 여기에 들어간다.
C. 가압 중수로
이 원자로는 캐나다에서 디자인 되었다(보통 CANDU라고 한다). 이들 원자로는 가압수형 원자로하고 구조는 같으나, 냉각재와 감속재가 중수라는 점이 다를 뿐이다. 가압수형 원자로의 커다란 압력용기 대신, 가압 중수로는 압력 튜브를 사용하여 연료를 집어넣는다. 이 원자로는 천연 우라늄을 사용할 수 있으며, 열 중성자 반응로의 디자인을 따른다. 가압 중수로는 운전중에 연료를 교환할 수 있으며(이건 노심의 변화를 정확하게 제어할 수 있을 수 있다.). CANDU 가압 중수로는 캐나다, 아르헨티나, 중국, 인도(NPT 이전), 파키스탄(NPT 이전), 루마니아, 그리고 대한민국에 건설되어 있다.
D. 흑연감속 비등경수 압력관형 원자로(Reaktor Bolshoy Moshchnosti Kanalniy, RBMK)
이 원자로는 소련에서 디자인 되었으며, 전력뿐만 아니라, 플루토늄도 생산할 수 있는 원자로이다. RBMK는 냉각재로 경수를 사용하고, 흑연을 감속재로 사용한다. RBMK는 CANDU와 동일하게 PWR형의 압력용기 대신에, 압력 튜브를 사용한다는 점과 또한 운전 중에 연료를 교환할 수 있는 점에서 서로 닮아 있다. 그러나 CANDU와 다르게, RBMK는 매우 불안정하고 격납 건물이 없어서 사고가 나면 매우 위험해지는 단점이 있다. 체르노빌 사고이후에 RBMK에 대한 여러 결점이 고쳐졌으며, RBMK 원자로는 일반적으로 세계에서 가장 위험한 사용 중인 원자로 디자인 중 하나에 들어간다. 체르노빌 원자력 발전소에서는 RBMK 원자로 4기가 있었고, 모두 가동을 중단한 상태이다.
E.가스 냉각형 원자로와 개량 가스 냉각형 원자로
이 원자로는 일반적으로 흑연으로 감속하며, CO2를 냉각재로 사용한다. 가스 냉각형 원자로는 PWR과 비교할 만한 높은 열 효율을 보여준다. 이 디자인으로 가동되는 원자로들은 이 디자인을 개발한 영국에서 많이 쓰이고 있다. 가스 냉각형 원자로의 예전 디자인(마그녹스)은 멀지 않은 미래에 모두 가동을 중단하게 될 것이다. 그러나 마그녹스를 개량한 개량 가스냉각로는 10년에서 20년 동안 더 운전될 것이다. 가스 냉각형 원자로도 열 중성자 반응로의 디자인을 따른다. 이 노형은 노심의 부피가 크기 때문에 폐로하는 비용이 비싸다.
F. 액체 금속 냉각형 고속 증식로 (LMFBR)
이 원자로는 감속재가 없고, 냉각재로 액체 금속을 쓴다. 그리고 소모한 연료보다 더 많은 연료를 만들어낸다. 이 원자로는 PWR의 여러 기능적인 부분과 많이 닮았으며, 그리고 고압 격납용기가 필요하지 않다. 액체 금속은 압력을 가할 필요가 없으며, 심지어 매우 뜨겁기까지 하다. 프랑스의 슈퍼피닉스와 미국의 페르미-1과, 일본의 몬주 원자로가 이 형식을 사용하고 있다. 몬주 원자로는 1995년도에 나트륨 유출사건이 일어난 적이 있고, 2008년 재가동을 승인받았다. 세 원자로는 액화 나트륨을 사용하고 있다. 이들 원자로는 빠른 중성자를 사용하며, 열 중성자 반응로의 디자인을 따르지 않는다. 이들 반응로는 2가지 분류를 향해 나아가고 있다.
- 납 냉각재를 사용하는 고속 반응로

납을 액체 금속으로 사용하는 건, 우수한 방사선 차폐효과와 더불어 높은 온도를 만들 수 있다. 또한 납은 우수한 투명성을 지니고 있어서, 열 중성자는 냉각재에서 없어져버리고, 냉각재는 방사능을 띠지 않게 된다. 나트륨과 다르게, 납은 비활성이라 폭발이나 사고 위험성이 매우 적다. 그러나 많은 양의 납은 인체에 미치는 독성과, 그 처분에 주의해야 한다.
- 나트륨 냉각재를 사용하는 고속 반응로

대부분의 액체 금속 냉각형 고속 증식로는 이 형식을 사용한다. 나트륨은 비교적 손에 얻기 쉽고 또한 작업하기에도 편하며, 다른 원자로의 부분들이 부식되지 않도록 막아주는 역할도 한다. 그러나, 나트륨은 물과 반응하면 폭발하는 성질이 있기 때문에, 매우 조심스럽게 다뤄야 한다.

### 미래 원자로의 종류

#### 핵융합로
핵융합을 제어할 수 있다면, 값싼 연료로 엄청난 에너지를 얻을 수 있을 것이다. 그러나 여기엔 중대한 과학적·기술적 문제가 쌓여 있다. 몇몇 융합로가 건설되었지만, 아직 전기적으로 공급해준 에너지보다 더 많은 에너지를 만들어내지 못하고 있다. 1950년대부터 연구를 시작했음에도 불구하고, 2050년 이후에나 상업용 핵융합 발전소가 문을 열 것이라고 예상하고 있다. ITER계획은 현재 상업적 핵융합을 이루기 위해 노력하고 있다고 한다.

## 핵연료 주기
열 중성자 반응로는 일반적으로 정제된 농축우라늄에 의존한다. 그리고 몇몇 원자로는 MOX연료(우라늄+플루토늄 혼합 연료)를 사용한다. 이 과정은 우라늄광석이 채광, 제련, 사용, 가능하다면 재처리와 처분에 이르기까지의 과정을 핵연료 주기라고 부른다.
원래 천연우라늄에는 1%정도의 분열가능한 235U가 포함되어 있고, 몇몇 원자로들은 이 235U를 농축시킨 연료를 필요로 한다. 농축우라늄은 235U의 양을 좀 더 늘리는 것으로, 235U를 농축시키는 데는 보통 기체 확산법과 원심분리기법(U-235와 U-238의 무게차이를 이용한 방법), 레이저 확산법등을 사용한다. 농축과정이 끝나고 우라늄은 우라늄 이산화물(UO2) 가루로 전환하여, 펠릿 틀에 집어넣고 압력과 열을 가한다. 이렇게 만들어진 펠릿은 가느다란 튜브에 집어넣는데, 이 튜브를 가리켜 연료봉이라고 부른다. 원자로에는 여러 개의 연료봉을 묶은 연료집합체가 들어가게 된다.
대부분의 상업용 비등수형 원자로와 가압수형 원자로는 4%정도의 농축 우라늄을 사용하고, 몇몇 상업용 원자로(흑연이나, 중수를 감속재로 사용하는 경우)들은 감속재의 효과가 좋아 천연 우라늄을 사용하기도 한다.
원자로 안에 들어간 235U와 238U는 핵분열 과정에 사용된다. 235U는 열 중성자를 흡수, 분열을 하게 되며, 반대로 238U는 고속 중성자를 흡수하여 239U로 변하게 된다. 239U는 곧 방사성 붕괴를 일으켜, 239Pu로 변하게 된다. 넣은 연료(235U)보다 더 많은 연료(239Pu)를 만들어내는 고속증식로에서는 이 239Pu를 사용해서 발전을 하고 있다. 플루토늄 239는 실용적인 연료일 뿐 아니라, U-235와는 달리, 열중성자나 고속 중성자나 다 잡아서 분열해버리기 때문에 235U 보다 더 좋은 연료로 평가받고 있다.

### 원자로의 연료장전
핵연료는 24시간 동안 쉬지 않고 에너지를 내뿜는다. 이 때문에 원자로는 24시간 가동되어 최고 출력의 열 에너지를 계속 생산해낸다. 이 "최고 출력시간"은 연료 집합체 속에 든 235U의 양에 따라 변화하는데, 연료집합체를 장전할 때 235U가 장전하는 연료 집합체 안에 많이 들어가 있으면, 오랫동안 최고출력을 유지할 수 있을 수 있다.
이 최고 출력시간이 끝날 때쯤 되면, 연료가 들어있던 집합체는 "연소"된 것으로 보고, 다른 새 연료 집합체로 교체하게 된다. 원자로의 노심의 연료를 교체할시엔 비등수형 원자로에서는 1/4정도를 교체하고, 가압수형 원자로 같은 경우엔 1/3정도를 교체한다.
모든 원자로가 연료를 교체할 때 운전을 정지해야 되는 건 아니다; 예를 들어, 페블베드 원자로, RBMK형 원자로, 용융염 원자로, 마그녹스, AGR 그리고 CANDU는 원자로 가동 중에도 연료를 갈아끼울 수 있다. CANDU의 경우, 연료를 원자로 노심의 다른 방향에 끼울 수 있는데, 이것으로 인해서 235U의 양이 적절하게 조절될 수 있다.

## 천연 원자로
원자로가 현대 문명의 산물인 것처럼 보이지만, 실제 지구에서 최초의 원자로는 먼 옛날에 천연적으로 만들어진 것이다. 천연 원자로의 전체적인 환경은 현대의 원자로의 상태와 비슷한 것으로 보이고 있다. 15개의 천연 원자로는 서아프리카 오클로의 우라늄 광산의 독립된 3개의 퇴적층 아래에 있었다. 1972년 프랑스의 물리학자인 프랜시스 페링(Francis Perrin)이 오클로 화석 원자로의 집단을 발견하였다. 이들 원자로는, 20억 년 전에 가동된 것으로 추정하며, 시간당 평균 약 100 kW정도의 출력을 내온 것으로 추정하고 있다. 이 자연 원자로에 대한 개념은 1956년 아칸소 대학교의 폴 구로다 교수에 의해 이론화되었다.
이 원자로들은 U-235의 방사성붕괴로, 천연에 존재하던 우라늄 235의 함량이 낮아졌기 때문에, 연쇄 반응을 떠받칠 만한 양이 부족하여 연쇄반응이 중단되었다.
천연 원자로는 우라늄이 풍부한 퇴적층에 범람한 물이 중성자 감속재 역할을 하는 모양으로 되어 있으며, 천연원자로에서 강력한 연쇄 반응이 일어나면, 물은 연쇄반응에서 발생한 열 때문에 증발해버리고 감속재가 사라진 원자로의 출력은 다시 내려가서, 노심용융을 예방하였다. 이 핵반응은 100년에서 1,000년 정도 지속된 것으로 추정하고 있다.

## 같이 보기
- 비상 노심 냉각 장치(ECCS)
- 원자로 긴급정지(en:Scram, safety cut rope axe man)
- 토륨기반 원자력(영어판)
- 액체불소 토륨 원자로(LFTR, en:Liquid fluoride thorium reactor)
- 진행파 원자로(TWR, en:Traveling wave reactor)